# 내사랑 내곁에 (2011년 드라마)
《내 사랑 내 곁에》은 2011년 5월 7일부터 2011년 10월 23일까지 방영된 SBS 주말드라마이다.

## 기획의도
- 따뜻한 세상을 만들어가는 리틀맘의 고군분투기를 그린 드라마

## 등장 인물

### 주요 인물
- 이소연: 도미솔 역

선아의 딸. 석빈의 전 여자친구. 고등학교 때 석빈이를 좋아했고 현재도 석빈이를 좋아하지만 고등학교 때 임신한 나를 두고 미국으로 유학 갔다는 부분에서 배신감과 실망 화가났다. 이후, 소룡이가 나타나 소룡이에게 사랑에 빠지고 훗날 소룡과 결혼한다. 영웅이의 친어머니이고 직업은 SBC 기자이다.
- 이재윤: 이소룡 역 (아역 : 김진성)

진성기업 강정애 명예회장의 외손자이자 김선아의 유일한 아들. 어렸을 때 할머니 강여사에게 버러져 사라 정 집에 입양되었고 쭉 친부모라고 생각하고 살았는데 할머니 사라 정의 말에 친부모가 아니라는 사실에 충격에 빠진다. 미솔이를 진심으로 좋아했고 결혼한다.
- 온주완: 고석빈 역

미솔이의 고등학교 남자친구. 미솔이를 진심으로 좋아했다. 하지만 미솔이가 임신을 하자 충격에 빠지고 어머니 배정자가 유학을 가자고 했을 때, 그는 고민했다. 결국 유학을 포기하고 미솔이랑 결혼해 애를 낳아 키울 생각이었지만, 어머니 배정자가 미솔이는 애를 지웠으니 미국으로 유학 가라고 말하고 결국 미국으로 유학을 간다. 7년 후 한국으로 돌아왔지만 미솔이의 옆에는 자신이 아닌 다른 남자가 있었다. 또 미솔이가 애를 지운 게 아니라 자신의 아들을 낳았다는 사실을 알게 된다. 7년이 지나서도 미솔이를 쭉 좋아하고 있고 소룡이가 미솔이 옆에 있다는 것도 화가 나지만 자신의 유일한 아들인 영웅이 아빠가 된다는 것도 화가 난다. 어떻게든 미솔이와 영웅이를 되찾을 궁리를 한다. 영웅이의 친아버지이고 직업은 진성기업 마케팅부 기획 팀장이다.
- 전혜빈: 조윤정 역

석빈의 아내 미솔이와는 직장 선배이다. 역시 직업은 기자다. 질투가 심하다. 석빈이를 좋아하지만 석빈이는 자신이 아닌 오로지 미솔이 생각뿐이고, 미솔이와 자꾸 얽히자 화가 난다. 미솔이가 과거 석빈의 아들 영웅이를 낳았다는 생각에 화가 나고, 석빈이는 미솔이와 영웅이만 생각하는 게 자꾸 짜증이 나고 화가 난다 그 때문에 미솔이를 많이 괴롭힌다. 아이를 가졌지만 석빈이가 무정자증 불임이라는 것을 알고 석빈이 아이가 아니라는 것을 알자 남편 석빈이와 사이가 더더욱 멀어진다. 석빈이가 아이를 강여사에게 입양하자고 하자 진성기업 주식 3%를 받고 일을 도모하지만 끝내 강여사에게 실토를 하고 석빈이와 이혼 후 미국으로 돌아간다.

### 미솔이네
- 김미숙: 봉선아 역

미솔이의 모친이자 영웅이의 외할머니. 남편을 일찍 여의고 미솔이를 억척같이 키웠다. 석빈이의 모친 정자와는 여고 동창이다. 딸 미솔이가 임신을 했다는 것을 알자 충격에 빠지고 학부모회에서도 무시당하지만 자신의 딸 미솔이가 친구들에게 왕따 당하는 것을 알고 더는 두고 볼 수가 없어 서울에서 멀리 떠난다. 7년 후 다시 서울로 돌아와서 영웅이 엄마가 되지만 미솔이를 보면 마음이 아프다. 진성기업 고진국 사장과도 어릴 적 알던 사이여서 재회 후 사랑에 빠지고 결혼까지 할 예정이었지만 영웅이 때문에 결혼을 못한다. 하지만 미솔이와 소룡이가 자리를 만든 덕에 고진국 사장과 비행기안에서 만나고 같이 미국으로 떠난다.
- 문천식: 봉우동 역

선아의 유일한 남동생. 철이 없고 선아의 속을 많이 썩인다. 사라 정의 늦둥이 딸 주리를 좋아하지만 사라 정의 반대는 심했다. 결국 주리가 임신을 하게 되고, 같이 살게 된다 1년 후 쌍둥이를 낳았는데도 쌍둥이는 장모님 사라 정에게 맡기고 주리와 영화 보고 데이트 하느냐 정신이 없다.
- 이태우 : 봉영웅 역 (본명: 고영웅)

고석빈과 도미솔의 아들. 미솔이가 고등학생 때 낳은 귀여운 아들이다. 어린 나이지만 꽤 똑똑하고 예의도 바르다. 친엄마 미솔이를 많이 이해하고 도와주고 있다.

### 소룡이네
- 사미자: 사라 정 (정말자) 역

만수의 모, 은희의 시어머니. 며느리에게 시집살이를 시키고 아들과 며느리가 벌어다 준 돈으로 사업을 할 계획이지만 항상 실패로 끝난다. 마음속으로는 며느리를 힘들게 할 생각이 없고 집안을 일으키려고 하는데 뜻대로 되지가 않는다.
- 김명국: 이만수 역

사라 정의 아들, 은희의 남편이자 소룡이의 아빠. 은희가 자신의 어머니 사라 정에게 시집살이를 당하자 곁에서 은희를 많이 도와주지만 힘이 없다. 항상 은희에게 많이 미안하다고 생각하고 소룡이한테도 미안하다.
- 김미경: 최은희 역

미솔이의 고등학교 3학년 때 담임선생님. 담당 과목은 가정 선생님으로, 자신이 낳은 아들이 죽자 사라 정의 옛 고향 후배인 공옥순이 들고 있던 아들을 데리고 와 친아들처럼 키운다. 소룡이가 옛 제자인 미솔이와 결혼을 하겠다고 하자 결사반대한다. 이유는 미솔이가 싫은 게 아니라 영웅이 아빠가 석빈이고 소룡이가 많이 다칠까 봐 반대하는 것이지만, 끝내 미솔이와의 결혼을 허락하고 미솔이를 며느리로 인정한다.
- 이의정: 이주리 역

사라 정의 딸, 만수의 여동생. 우동이랑 얽히다가 사랑에 빠지고 결혼을 할 생각이었지만 엄마 사라 정의 반대는 심했다. 결국 임신을 하게 되고, 우동이랑 같이 살게된다. 1년 후 쌍둥이를 낳았지만 데이트를 하느냐 정신이 없고 툭하면 쌍둥이를 엄마에게 맡긴다.

### 진성기업
- 정혜선: 강정애 역

진성기업 명예회장이자 소룡의 외할머니. 어릴 적 딸 선아가 임신을 하고 아이를 낳자 선아 몰래 고아원에게 버리고 죽었다고 거짓말을 했다. 선아와 진국의 사이에서 아이를 낳길 바랬지만 아이는 생기지가 않고 과거 선아가 낳은 아이를 찾으려고 통화하는 것을 선아가 듣게 되고, 결국 선아가 고아원에 다녀오다가 교통사고로 죽었다. 그 때문에 선아에게 늘 미안했고 어떻게든 선아가 낳은 아이를 되찾으려고 애쓰지만 정자의 일에 만나기가 쉽지가 않았다. 끝내 손자 소룡이와 재회하고 이 모든 것을 꾸민 정자를 용서할 수가 없었다.
- 최재성: 고진국 역

진성기업 대표이사. 과거 부인은 김선아 현재 애인은 봉선아 두 선아에게 항상 미안하다. 봉선아를 진심으로 좋아하지만 영웅이가 있기에 결혼을 실패하지만, 미솔이와 소룡이가 자리를 만든 덕에 비행기 안에서 만나고 같이 미국으로 떠난다.
- 이혜숙: 김선아 역(특별출연)

강정애의 딸이자 진국의 아내, 소룡의 모. 어릴 적 실수로 임신을 하게 되고 소룡이를 낳는다. 엄마 강정애는 선아의 미래를 위해 아이를 고아원에 버리고 자신에게 아이가 죽었다고 거짓말을 했다. 엄마의 뜻대로 진국과 결혼했지만 아이는 생기지가 않고 엄마가 통화하는 것을 듣고 과거 자신이 낳은 아이가 죽은 게 아니라 고아원에 버렸다는 사실에 충격에 빠진다. 충격에 빠진 상태에서 자신이 낳은 아이를 찾으려고 고아원에 갔지만 아이는 이미 입양되어 고아원에 없었다. 결국 집에 돌아오는 길에 교통사고로 생을 마감한다.
- 김일우: 고진택 역

석빈이의 아빠이자 진국의 유일한 동생. 정자와 달리 양심 있고 착한 남자다. 석빈이를 곁에서 많이 도와주고 잘 되길 응원하지만, 석빈이가 그동안 못된 짓을 했다는 것을 알자 충격에 빠지고 진성기업을 가지려고 일을 도모한다는 것을 알자 석빈이에게 실망감을 갖고 미솔이와 선아, 강여사와 형 진국에게 미안한 마음을 갖는다. 끝내 석빈이가 형사들에게 잡혀가자 마음이 찢어지게 아픔을 느낀다.
- 이휘향: 배정자 역

석빈이의 모친이자 진택의 아내. 선아의 여고 동창. 알고 보면 불쌍한 여자이다 지지리 부모 복도 없이 가난한 집에서 힘들게 살았다. 그래서 아들 석빈이만큼은 가난을 물려주기 싫었고 그 때문에 강여사의 재산과 진성기업을 꼭 석빈이에게 물려주고 싶었다. 하지만 모든 것이 밝혀지자 강여사의 의해 아들 석빈이가 형사들에게 붙잡히고 다시 가난으로 돌아간다.
- 문지인: 고수빈 역

석빈이의 동생이자 진택과 정자의 딸. 소룡이를 좋아했지만 엄마 정자의 단속 때문에 좋아할 수도 없었다. 철이 없지만 강여사 집에서 나오고 나서부턴 철이 들고 열심히 일을 다닌다.

### 그 외 인물
- 서승현: 공옥순 역
- 김민주: 여주댁 역
- 임경옥: 김현주 역
- 임승대: 범수 역 - 소룡의 선배
- 위양호: 정 대리 역
- 김나영: 윤정 이모 역
- 홍윤화: 영미 역
- 강서준: 박형민 역

미솔과 석빈의 고교 동창, 산부인과 전문의
- 최세환
- 정병호

## 수상
- 2011년 SBS 연기대상
  - 뉴스타상 - 이재윤
  - 주말/연속극 부문 여자 우수 연기상 - 이소연

## 시청률
최저 시청률과 최고 시청률은 시청률 조사회사와 지역별로 시청률에 차이가 있을 수 있습니다.
| 2011년      | 2011년      | 2011년         | 2011년       | 2011년         | 2011년       |
| 회차        | 방송일      | TNmS 시청률    | TNmS 시청률  | AGB 시청률     | AGB 시청률   |
| 회차        | 방송일      | 대한민국(전국) | 서울(수도권) | 대한민국(전국) | 서울(수도권) |
| ----------- | ----------- | -------------- | ------------ | -------------- | ------------ |
| 제1회       | 5월 7일     | 6.4%           | 7.5%         | 7.4%           | 8.2%         |
| 제2회       | 5월 8일     | 5.5%           | 6.6%         | 6.9%           | 8.0%         |
| 제3회       | 5월 14일    | 6.6%           | 7.7%         | 6.7%           | 7.4%         |
| 제4회       | 5월 15일    | 7.3%           | 8.3%         | 6.9%           | 8.1%         |
| 제5회       | 5월 21일    | 8.0%           | 8.4%         | 7.4%           | 8.1%         |
| 제6회       | 5월 22일    | 7.8%           | 8.5%         | 7.7%           | 8.4%         |
| 제7회       | 5월 28일    | 7.4%           | 8.5%         | 7.3%           | 8.2%         |
| 제8회       | 5월 29일    | 8.8%           | 10.8%        | 8.9%           | 9.6%         |
| 제9회       | 6월 4일     | 7.1%           | 8.4%         | 8.7%           | 9.6%         |
| 제10회      | 6월 5일     | 7.6%           | 8.8%         | 8.8%           | 9.4%         |
| 제11회      | 6월 11일    | 8.5%           | 9.7%         | 9.2%           | 9.8%         |
| 제12회      | 6월 12일    | 8.8%           | 10.4%        | 9.0%           | 10.0%        |
| 제13회      | 6월 18일    | 8.8%           | 9.5%         | 8.8%           | 9.1%         |
| 제14회      | 6월 19일    | 8.6%           | 10.3%        | 9.1%           | 9.2%         |
| 제15회      | 6월 25일    | 8.6%           | 9.9%         | 8.5%           | 8.7%         |
| 제16회      | 6월 26일    | 8.7%           | 9.3%         | 10.2%          | 10.8%        |
| 제17회      | 7월 2일     | 8.4%           | 9.0%         | 9.8%           | 10.4%        |
| 제18회      | 7월 3일     | 8.7%           | 9.5%         | 9.2%           | 10.0%        |
| 제19회      | 7월 9일     | 8.2%           | 8.3%         | 9.6%           | 9.5%         |
| 제20회      | 7월 10일    | 8.7%           | 9.5%         | 9.1%           | 9.9%         |
| 제21회      | 7월 16일    | 8.3%           | 9.5%         | 9.2%           | 9.8%         |
| 제22회      | 7월 17일    | 9.3%           | 9.7%         | 10.1%          | 10.5%        |
| 제23회      | 7월 23일    | 8.6%           | 9.8%         | 9.4%           | 10.0%        |
| 제24회      | 7월 24일    | 8.4%           | 9.3%         | 9.2%           | 9.0%         |
| 제25회      | 7월 30일    | 8.2%           | 9.1%         | 8.5%           | 9.4%         |
| 제26회      | 7월 31일    | 8.4%           | 9.1%         | 10.0%          | 10.7%        |
| 제27회      | 8월 6일     | 8.6%           | 8.8%         | 9.4%           | 9.7%         |
| 제28회      | 8월 7일     | 10.1%          | 10.7%        | 11.0%          | 11.0%        |
| 제29회      | 8월 13일    | 10.0%          | 11.6%        | 10.8%          | 11.2%        |
| 제30회      | 8월 14일    | 8.9%           | 9.8%         | 10.2%          | 10.4%        |
| 제31회      | 8월 20일    | 14.1%          | 15.3%        | 13.9%          | 13.7%        |
| 제32회      | 8월 21일    | 15.0%          | 16.7%        | 15.5%          | 15.9%        |
| 제33회      | 8월 27일    | 13.9%          | 15.1%        | 15.5%          | 15.5%        |
| 제34회      | 8월 28일    | 13.2%          | 14.2%        | 15.3%          | 15.9%        |
| 제35회      | 9월 3일     | 13.2%          | 14.3%        | 14.7%          | 16.0%        |
| 제36회      | 9월 4일     | 15.2%          | 16.3%        | 17.0%          | 17.4%        |
| 제37회      | 9월 10일    | 14.7%          | 15.5%        | 15.0%          | 14.9%        |
| 제38회      | 9월 11일    | 12.7%          | 13.5%        | 13.0%          | 14.2%        |
| 제39회      | 9월 17일    | 14.6%          | 15.7%        | 15.9%          | 16.4%        |
| 제40회      | 9월 18일    | 16.0%          | 17.5%        | 17.3%          | 17.5%        |
| 제41회      | 9월 24일    | 14.4%          | 14.9%        | 15.3%          | 16.3%        |
| 제42회      | 9월 25일    | 15.0%          | 16.5%        | 16.4%          | 17.4%        |
| 제43회      | 10월 1일    | 16.5%          | 18.9%        | 16.8%          | 17.2%        |
| 제44회      | 10월 2일    | 15.0%          | 16.4%        | 15.8%          | 16.2%        |
| 제45회      | 10월 8일    | 14.2%          | 15.8%        | 14.8%          | 15.5%        |
| 제46회      | 10월 9일    | 14.3%          | 14.8%        | 14.8%          | 15.4%        |
| 제47회      | 10월 15일   | 16.3%          | 18.5%        | 16.1%          | 16.2%        |
| 제48회      | 10월 16일   | 17.2%          | 18.2%        | 18.3%          | 18.4%        |
| 제49회      | 10월 22일   | 19.8%          | 20.5%        | 19.0%          | 19.8%        |
| 제50회      | 10월 23일   | 19.7%          | 20.3%        | 19.8%          | 21.0%        |
| 평균 시청률 | 평균 시청률 | 11.0%          | 12.1%        | 11.7%          | 12.3%        |

## 경쟁 프로그램
- KBS 2TV 주말 드라마 《사랑을 믿어요》
- KBS 2TV 주말 드라마 《오작교 형제들》
- MBC 주말 드라마 《반짝반짝 빛나는》
- MBC 주말 드라마 《천 번의 입맞춤》